# Nätvide
Nätvide (Salix reticulata) är en buske som tillhör videsläktet och familjen videväxter. 
Nätvide hör till de mest utmärkande växterna för högfjällens kala, hedartade, risbevuxna slätter och växlar något i storlek och utseende efter de lokala förhållandena. De elliptiska bladen blir 2–5 cm långa och 1–3,5 cm breda. De är till en början tätt håriga, men blir med tiden hårlösa, åtminstone på översidan. Hela växten kan bli upp till 20 cm hög. Nätvide skiljer sig från de andra videarterna genom sin bladform och genom den vitgrå undersidans nätlikt upphöjda nerver. 
Bladen slår ut snabbt och ståndarknapparna öppnas så snart snön smält bort, medan marken fortfarande är genomdränkt av smältvatten från närbelägna drivor. Härigenom kan den använda så mycket som möjligt av den korta och osäkra vegetationsperioden.

## Synonymer
- Salix orbicularis Anderss.
- Salix reticulata subsp. orbicularis (Anderss.) Flod.
- Salix reticulata var. gigantifolia Ball
- Salix reticulata var. glabra Trautv.
- Salix reticulata var. orbicularis (Anderss.) Komarov
- Salix reticulata var. semicalva Fernald